# Yoshihiro Kamegai
Yoshihiro Kamegai (jap. 亀海喜寛 Kamegai Yoshihiro; ur. 12 listopada 1982 w Sapporo) – japoński bokser, były mistrz Japonii w kategorii junior półśredniej.

## Kariera zawodowa
Na zawodowym ringu zadebiutował w 2005, wygrywając w debiucie przez nokaut w pierwszej rundzie. Do 2011 Kamegai walczył głównie na terenie Japonii, w Korakuen Hall, gdzie zdobył 12 kwietnia 2010 mistrzostwo Japonii w kategorii junior półśredniej. 
1 października 2011, Kamegai zmierzył się z Héctorem Muñozem. Walka odbyła się na wielkiej gali w MGM Grand Arena. Japończyk wspaniale zadebiutował w Ameryce, nokautując rywala w szóstej rundzie. W kolejnych dwóch walkach, Kamegai odniósł dwa zwycięstwa. 6 października 2012 zmierzył się z Meksykaninem Jorge Silvą. Pojedynek był bardzo zacięty i wyrównany, a po dziesięciu rundach, sędziowie wytypowali remis, punktując: 95-95, 95-95 oraz 96-94 dla Japończyka.
8 czerwca 2013, Japończyk zmierzył się z byłym, tymczasowym mistrzem świata WBA w kategorii junior półśredniej, Johanem Perezem. Wenezuelczyk zwyciężył jednogłośnie na punkty (100-90, 98-92, 97-93), zadając Kamegai pierwszą porażkę w karierze. 21 czerwca 2014 r., Kamegai przegrał jednogłośnie na punkty z Robertem Guerrero.
20 marca 2015  w Indio w  Kalifornii przegrał jednogłośnie na punkty z Alfonso Gomezem (25-6-2, 12 KO). Po dziesięciu rundach sędziowie zgodnie wskazali na Meksykanina, w stosunku 98:91.